# Пасош Колумбије
Пасош Колумбије је јавна путна исправа која се држављанину Колумбије издаје за путовање и боравак у иностранству, као и за повратак у земљу.
За време боравка у иностранству, путна исправа служи њеном имаоцу за доказивање идентитета и као доказ о држављанству Колумбије.
Пасош Колумбије се издаје за неограничен број путовања.

## Језици
Пасош је исписан шпанским, енглеским и француским језиком као и личне информације носиоца.

### Страница са идентификационим подацима
- Тип ('' за пасош)
- Код државе
- Серијски број пасоша
- Презиме и име носиоца пасоша
- Држављанство
- Датум рођења (ДД. ММ. ГГГГ)
- Пол ( за мушкарце или Ž / F за жене)
- Место и држава рођења
- Пребивалиште
- Издат од (назив полицијске управе која је издала документ)
- Датум издавања (ДД. ММ. ГГГГ)
- Датум истека (ДД. ММ. ГГГГ)
- Потпис и фотографију носиоца пасоша